# غريس نيكولز
غريس نيكولز (بالإنجليزية: Grace Nichols) (18 يناير 1950، جورج تاون في غيانا)؛ كاتِبة وشاعرة بريطانية.

## روابط خارجية
- غريس نيكولز على موقع ميوزك برينز (الإنجليزية)